# Čchüan-čou
Čchüan-čou (čínsky pchin-jinem Quánzhōu, znaky 泉州) je městská prefektura v provincii Fu-ťien v Čínské lidové republice na březích Tchajwanského průlivu. Má plochu 11,033 km² a podle sčítání z roku 2010 mělo 8 128 530 obyvatel, k roku 2020 pak 8 782 285 obyvatel.
Hlavním letiště pro Čchüan-čou je mezinárodní letiště Čchüan-čou Ťin-ťiang, které leží ve vzdálenosti přibližně dvanácti kilometrů jižně od centra v městském okrese Ťin-ťiang.

## Historie
Čchüan-čou bylo založeno roku 718 a rychle se stalo jedním z nejvýznamnějších čínských přístavů. Za dynastií Sung a Jüan (10. až 14. století) patřilo k největším přístavům světa. Přes město pocházela značná část čínského vývozu hedvábí, z arabského názvu města (do angličtiny přepisovaného Zayton) vzniklo slovo satén. Historické jádro města (rozloha 536 ha) bylo v roce 2021 zapsáno na seznam světového kulturního dědictví UNESCO pod názvem „Čchüan-čou: světové emporium za dynastie Sung a Jüan“. Nachází se zde mimo jiné náboženské budovy včetně mešity Qingjing z 11. století – jedné z prvních islámských staveb v Číně, islámských hrobek a celá řada archeologických pozůstatků: administrativní budovy, kamenné doky, které byly důležité pro obchod a obranu, výrobní dílny keramiky a železných předmětů, prvky městské dopravní sítě, starověké mosty, pagody, nápisy a další. 

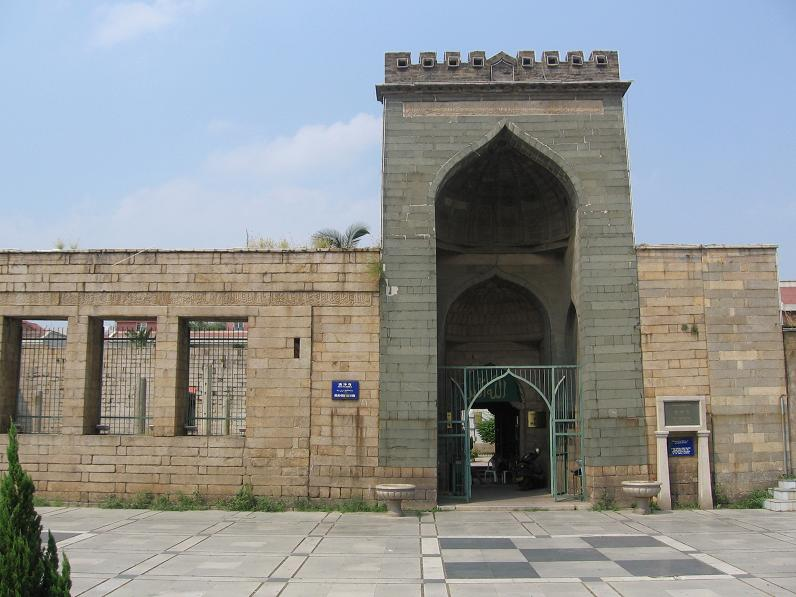
mešita Qingjing
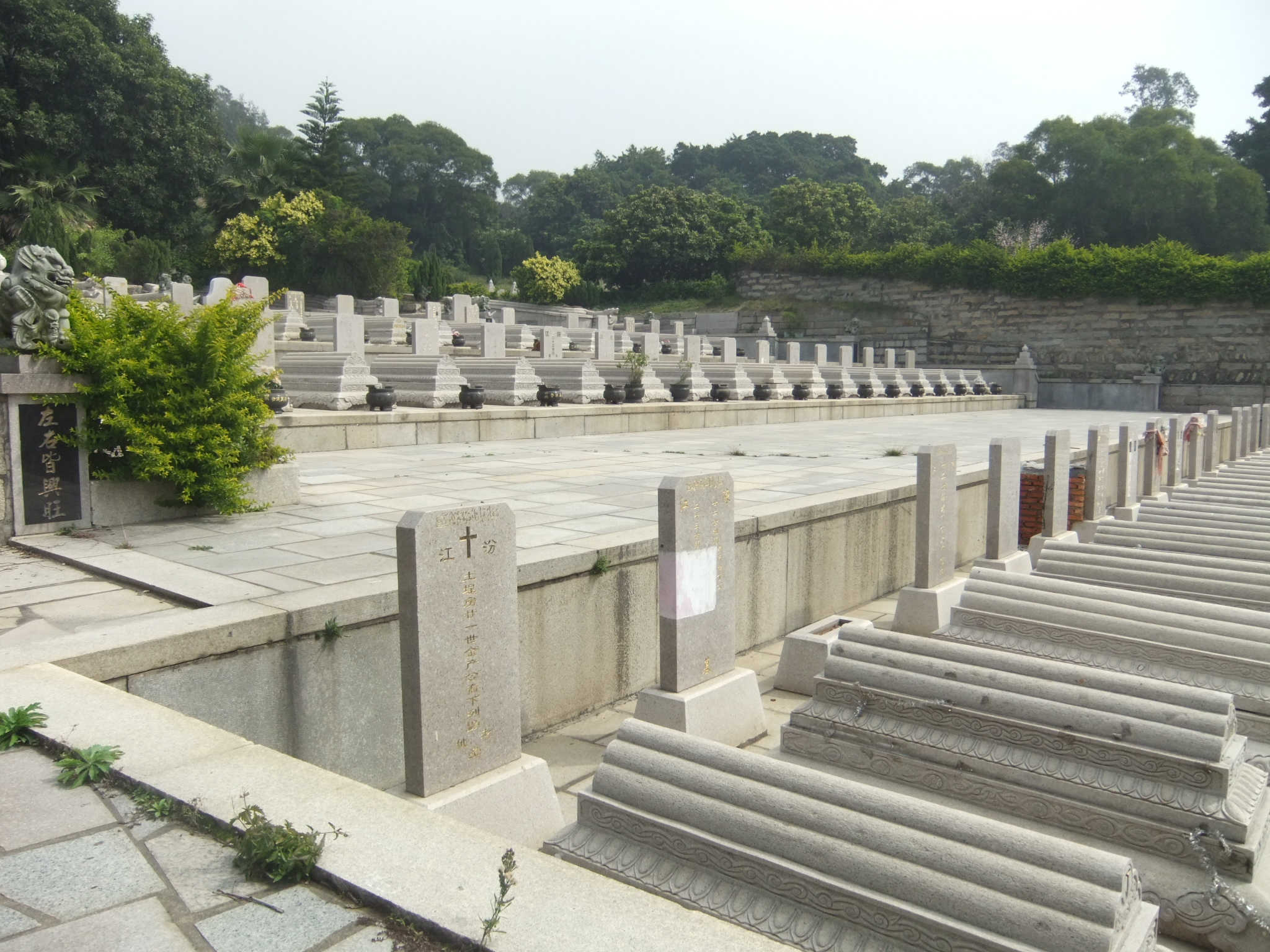
islámský hřbitov
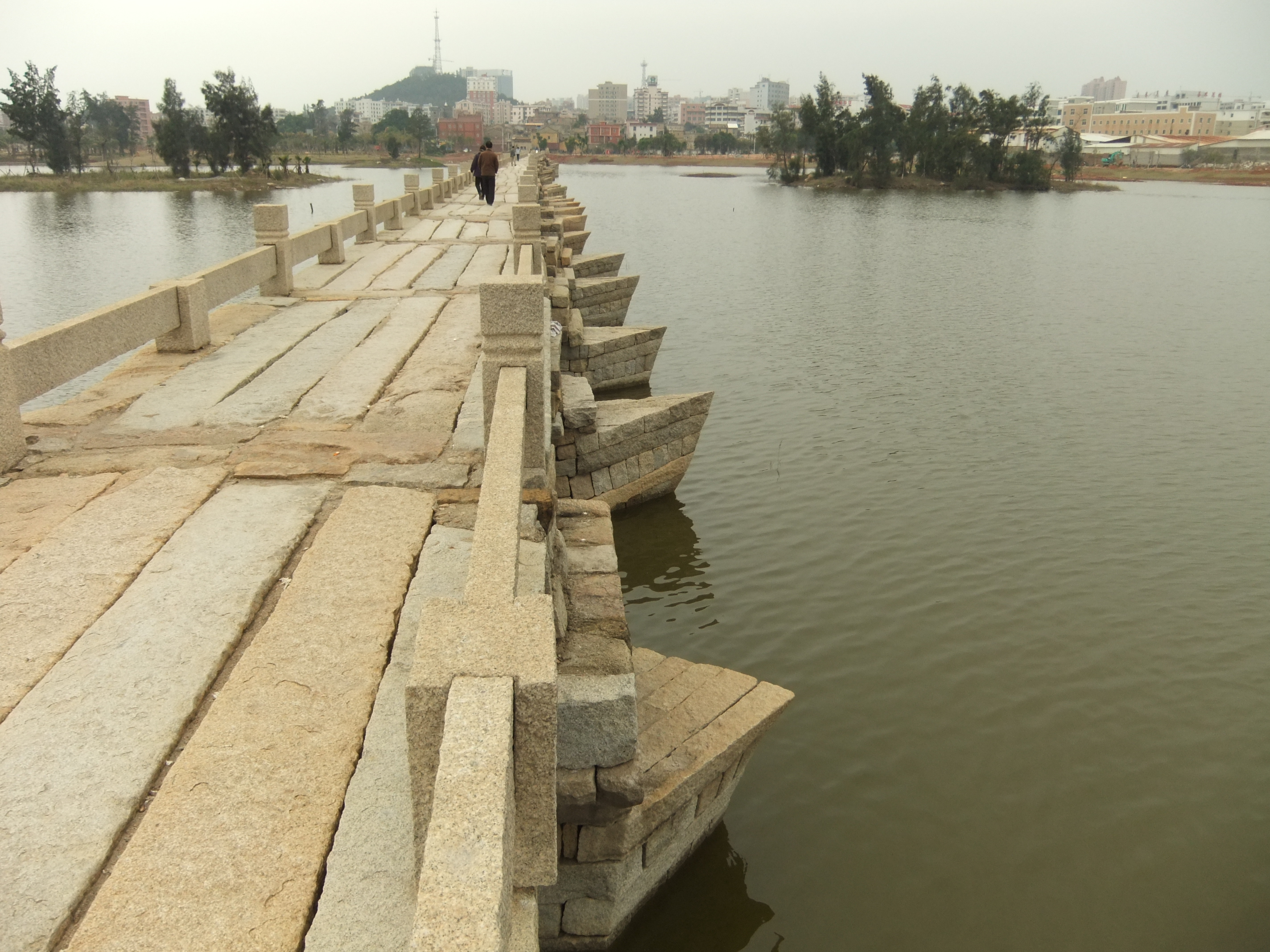
most ze 12. století
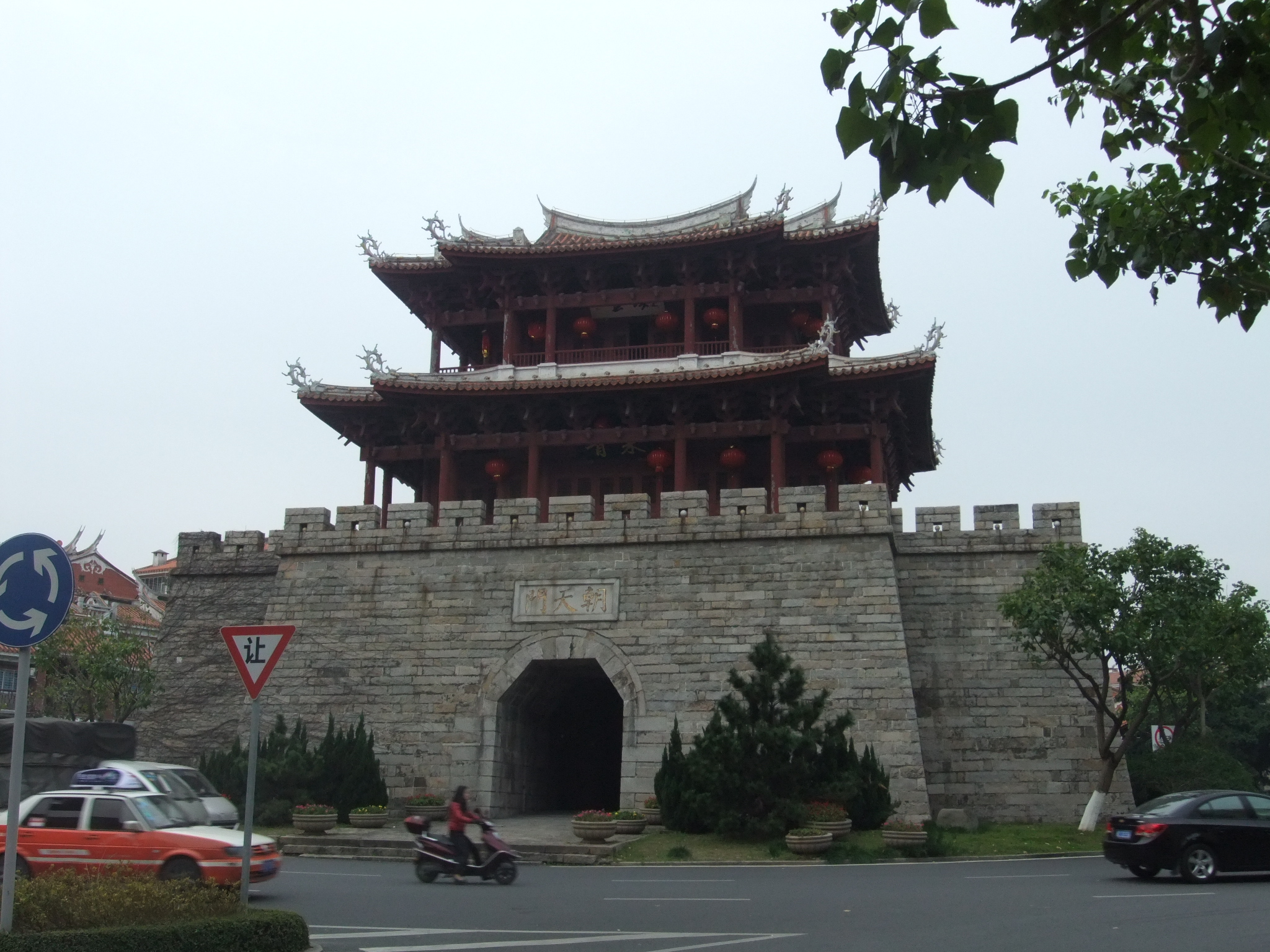
brána Chaotian

## Administrativní členění
Městská prefektura Čchüan-čou se člení na devět celků okresní úrovně, a sice čtyři městské obvody, tři městské okresy a čtyři okresy. Formálně, z hlediska Čínské lidové republiky, je součástí prefektury také okres Ťin-men, který je však spravován Čínskou republikou.
| 1 2 Luo-ťiang Čchüan-kang městský okres · Š’-š’ městský okres · Ťin-ťiang městský okres · Nan-an okres · Chuej-an okres · An-si okres · Jung-čchun okres · Te-chua 1. Li-čcheng 2. Feng-ce okres · Ťin-men · (kontrolován Tchaj-wanem) |        |                       |                       |                    |                                  |
| Název | Název  | Počet obyvatel (2010) | Počet obyvatel (2020) | Rozloha km² (2020) | Hustota zalidnění (obyv. na km²) |
| český přepis | znaky  | Počet obyvatel (2010) | Počet obyvatel (2020) | Rozloha km² (2020) | Hustota zalidnění (obyv. na km²) |
| Městské obvody |        |                       |                       |                    |                                  |
| Li-čcheng | 鲤城区 | 404 817               | 428 361               | 57                 | 7 526                            |
| Feng-ce | 丰泽区 | 529 640               | 698 557               | 111                | 6 302                            |
| Luo-ťiang | 洛江区 | 187 189               | 247 172               | 372                | 665                              |
| Čchüan-kang | 泉港区 | 313 539               | 354 296               | 299                | 1 183                            |
| Městské okresy |        |                       |                       |                    |                                  |
| Š’-š’ | 石狮市 | 636 700               | 685 930               | 161                | 4 265                            |
| Ťin-ťiang | 晋江市 | 1 986 447             | 2 061 551             | 664                | 3 104                            |
| Nan-an | 南安市 | 1 418 451             | 1 517 514             | 2 006              | 756                              |
| Okresy |        |                       |                       |                    |                                  |
| Chuej-an | 惠安县 | 944 231               | 1 030 626             | 703                | 1 455                            |
| An-si | 安溪县 | 977 435               | 1 003 599             | 2 994              | 335                              |
| Jung-čchun | 永春县 | 452 217               | 422 531               | 1 457              | 290                              |
| Te-chua | 德化县 | 277 867               | 332 148               | 2 204              | 151                              |
| |        |                       |                       |                    |                                  |
| Celkem | Celkem | 8 128 533             | 8 782 285             | 11 033             | 796                              |

## Partnerská města
- Kuching, Malajsie (19. říjen 2017)
- Mersin, Turecko (10. září 1997)
- Monterey Park, Kalifornie, USA (24. únor 1994)
- Neustadt an der Weinstraße, Německo (2. listopad 1995)
- San Diego, Kalifornie, USA (10. září 1997)
- Urasoe, Japonsko (23. září 1988)